# Chris Bostick
Pour les articles homonymes, voir Bostick.
Christopher Michael Bostick (né le 24 mars 1993 à Rochester, New York, États-Unis) est un joueur de deuxième but des Pirates de Pittsburgh de la Ligue majeure de baseball.

## Carrière
Chris Bostick est réclamé au 44e tour de sélection par les Athletics d'Oakland lors du repêchage amateur de 2011. Il commence sa carrière professionnelle la même année et joue trois saisons de ligues mineures avec des clubs affiliés aux Athletics. Il passe à l'organisation des Rangers du Texas le 3 décembre 2013 lorsque Oakland l'y échange avec Michael Choice, un joueur de champ extérieur, en retour du voltigeur Craig Gentry et du lanceur droitier Josh Lindblom. Après une seule année en ligue mineure avec un club-école des Rangers, Bostick est impliqué dans une nouvelle transaction : le 12 décembre 2014, il est avec le lanceur droitier Abel De Los Santos échangé aux Nationals de Washington contre le lanceur gaucher Ross Detwiler. Au cours des deux années qui suivent, Bostick atteint le plus haut niveau des ligues mineures dans l'organisation des Nationals. 
Dans un échange de joueurs des ligues mineures le 26 septembre 2016, les Nationals de Washington transfèrent Chris Bostick aux Pirates de Pittsburgh en retour de Taylor Gushue, un receveur.
Chris Bostick fait ses débuts dans le baseball majeur avec Pittsburgh le 8 mai 2017. Il joue son premier match non à sa position habituelle au deuxième but mais plutôt au champ gauche lors de cette rencontre des Pirates face aux Dodgers de Los Angeles.